# Daniel Forfang
Daniel Forfang, né le 28 décembre 1979 à Tromsø, est un sauteur à ski norvégien. Il s'est retiré en 2006.

## Biographie
Son frère Johann André est aussi un sauteur à ski.
Membre du club de sa ville natale Tromsø, Daniel Forfang fait ses débuts dans la Coupe du monde en décembre 2001 à Predazzo et marque ses premiers points quelques semaines plus tard à Hakuba (14e). En 2003, il prend part essentiellement à la Coupe continentale, y gagnant deux manches à Zakopane. Il se blesse ensuite à la cheville et doit se faire opérer.
À l'été 2004, il se signale de nouveau parmi l'élite, remportant deux concours du Grand Prix à Innsbruck et Hakuba, pour se placer troisième du classement final de cette compétition. Il confirme sa forme dans la Coupe du monde suivante, obtenant deux top dix à Tauplitz en vol à ski (10e) et Oslo (9e) et une victoire à la compétition par équipes de Lahti avec Bjørn Einar Romøren, Henning Stensrud et Roar Ljøkelsøy.
En novembre 2005, il enregistre le meilleur résultat de sa carrière dans la Coupe du monde avec une cinquième place à Ruka. Cependant, il prend sa retraite à l'été 2006, du fait de trop grosses pressions le poussant à rester mince.

## Palmarès

### Coupe du monde
- Meilleur classement général : 28e en 2005.
- Meilleur résultat individuel : 5e.
- 1 podium par équipes : 1 victoire.

#### Classements généraux annuels
| Année | Rang |
| 2002  | 59e  |
| 2005  | 28e  |
| 2006  | 37e  |

### Grand Prix
- 3e du classement général en 2004.
- 3 podiums individuels, dont 2 victoires.

### Coupe continentale
- Meilleur classement général : 5e en 2003.